# تأويلات مجازية عند أفلاطون

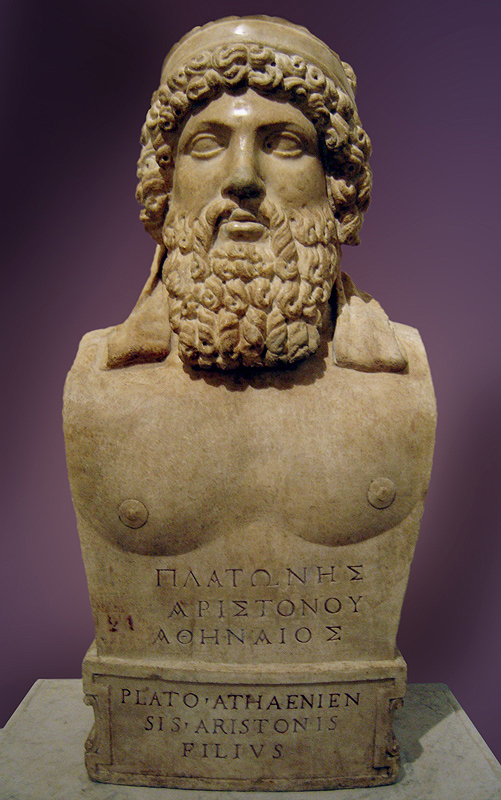

اعتقد العديد من مترجمي أعمال أفلاطون أن كتاباته تتضمن مقاطع ذات معنيين، تُدعى «المجازات» أو «الرموز»، تُضفي على الحوارات طبقات من المعاني الرمزية بالإضافة إلى معناها الحرفي المعتاد. بقيت هذه التأويلات المجازية لأفلاطون مهيمنة لأكثر من 150 سنة، منذ حوالي القرن الأول الميلادي وحتى عصر النهضة وامتدت حتى القرن التاسع عشر، وأيدتها شخصيات مهمة مثل أفلوطين، وبرقلس، ومارسيليو فيسينو. بدءًا من فيلون السكندري، أثرت وجهات النظر هذه على تأويلات اليهود، والمسيحيين، والمسلمين لكتبهم المقدسة. انتشرت على نطاق واسع في عصر النهضة وساهمت في نشر المجازية بين شعراء مثل دانتي أليغييري، وإدموند سبنسر، ووليم شكسبير.
في بداية الفترة الحديثة، رفض العلم الكلاسيكي الادعاءات بكون أفلاطون رمزيًا. بعد هذا الانقسام، أُطلق على اتباع أفلاطون ممن قرأوا الحوارات باعتبارها مجازات مؤكَّدة اسم «الأفلاطونيين الحديثين»، واعتُبروا منحرفين. عقب نشر المقال الرائد لمؤسسة التيت عام 1929 بعنوان «أفلاطون والتأويلات الرمزية»، بدأ العلماء بدراسة النهج الرمزي لأفلاطون نفسه كخلفية أساسية لدراسات أفلاطون وكحدث مهم في تاريخ الفلسفة، والنقد الأدبي، والتأويل، والرمزية الأدبية. رفض المؤرخون أي انقسام بسيط بين الأفلاطونية واللا أفلاطونية، وأصبح التقليد الذي يتضمن قراءة أفلاطون بشكل مجازي مجالًا للأبحاث النشطة الآن.
تطورت تعريفات كل من «المجازية»، و«الرمزية»، و«المعنى المجازي» مع الزمن. أصبحت كلمة «المجازية» (وتعني باليونانية «المعنى الآخر») أكثر تكررًا في القرون الميلادية الأولى وكانت تشير إلى اللغة التي تحمل معنى آخر بالإضافة إلى معناها الاعتيادي أو الحرفي. سابقًا في أثينا الكلاسيكية، بدلًا من استخدام المجاز، كان من الشائع استخدام «المعنى الضمني» الذي يشير إلى معاني مخفية أو عميقة. تُعتبر المجازية اليوم سلسلة مؤكَّدة من الاستعارات في العمل الأدبي، لكن من الواضح أن التعريف القديم مختلف، لأنه كان من الممكن حينئذ أن يكون مقطع واحد أو حتى اسم ما مجازيًا. بشكل عام، يجب دراسة المعاني المتغيرة لهذه المصطلحات ضمن كل سياق تاريخي على حدة.

## المجازية في حوارات أفلاطون
دخل أفلاطون في شبابه في جدالات مع أناكساغوراس وسقراط حول إذا ما احتوت قصائد هومر على مجاز. يشير أفلاطون إلى هذه الجدالات، وجعل المجازات وطبيعتها موضوعًا بارزًا في حواراته. يستخدم تقنيات مجازية عديدة ويلفت الانتباه إليها بوضوح. على سبيل المثال، في كتاب كهف أفلاطون، يروي أفلاطون حكاية رمزية ويفسر عناصراها واحدًا تلو الآخر. أما في كتاب فيدروس، ينتقد سقراط أولئك الذين يضعون تفسيرات منطقية ومجازية للأساطير. لطالما نُوقشت وجهات نظر أفلاطون حول التفسيرات المجازية و«المجازات». استنتج فورد أن:
يعتبر أفلاطون المجاز طريقة غير مؤكدة وخطيرة عندما يتعلق الأمر بالأطفال، لكنه لا ينكر أبدًا إمكانية استخدامه بطريقة أكثر فلسفية. تكون أسباب الرفض في أحد مقاطع كتاب الجمهورية (378) تعليمية واجتماعية وليست دينية أو منهجية....يتركز قلق أفلاطون على وسائل نشر التفسيرات البارعة، وليس على المنهج نفسه.
تُعتبر نظرية المثل (أو الأفكار) جوهر فلسفة أفلاطون، ووجد العديد من المؤلفين تبريرًا لاستخدام الرمزية الأدبية في النظرية الميتافيزيقية. على سبيل المثال، كتب فليتشر:
لنظرية الأفكار الأفلاطونية جانبين قادا إلى التفسيرات المجازية للدلالات والأشياء... يُعتبر الحديث عن «فكرة شيء ما» طلبًا للعملية المجازية، لأن الفكرة تتجاوز الشيء نفسه، كما يبتعد خيال مستخدم المجاز عن المعنى الحرفي للكلام... والأهم من ذلك هو الترتيب الأفلاطوني لنظرية الأفكار على شكل بنية هرمية واسعة، من الأشكال الدنيا إلى الأشكال العليا... عن طريق التشكيك في القيمة الأساسية للطبيعة المادية، تفتح الجدلية الأفلاطونية الطريق باتجاه إضفاء الطابع الروحاني على الطبيعة، ويؤدي هذا في حالة أفلاطون إلى استخدام المجاز في هذه اللحظة بالضبط من حواراته عندما يصل تحليل الطبيعة إلى أعلى مراحل السمو التي يمكن وصفها في المصطلحات الطبيعية البشرية.

## مؤولو أفلاطون الأوائل
يثبت النزاع الشهير حول أسطورة الخلق –والذي أورده أفلاطون في حواره طيماوس- الذي نشب في الأكاديمية الأفلاطونية أن بعض من أتباع أفلاطون الأوائل لم يقرؤوا حواراته حرفيًا، إذ أوّل كل من إسبوزيبوس وزينوقراط وبوليمون أحد المقاطع الرئيسية في حواره طيماوس على نحو تصويري. 

لم يتخذ أرسطو موقفًا متناقضًا تجاه المجازيات المعرب عنها في حوارات أفلاطون بعد مغادرته للأكاديمية الأفلاطونية وتأسيسه لمدرسته الخاصة.  نظر أرسطو إلى الأساطير اليونانية القديمة مثلًا باعتبارها تعابير مجازية للحقائق الفلسفية: 
انتقل ميراث من أعرق الأزمنة إلى الأزمنة اللاحقة على شكل أسطورة تقول إن هناك آلهة وإن القدسية محيطة بالطبيعة ككل. أُعرب عن بقية [القصص العريقة] على نحو أسطوري، فهذا مناسب لإقناع الأشخاص غير المتعلمين ... قالوا إن للآلهة أشكال بشرية ومشابهة لحيوانات أخرى ... إن جرى تناول [الادعاء] الأول المتمثل بأنهم ينظرون إلى الآلهة باعتبارها حقائق أساسية بمعزل [عن القصص الأسطورية]، فقد قالوا الحقيقة الملهمة بلا شك ... 
(ميت. 1074 إيه. 38 – بي. 13). 
وفي المقابل، أوّل أرسطو مقاطع من حوارات أفلاطون حرفيًا عندما ناقشها. اعتُبرت كتابات أرسطو معاديةً للفيثاغورية خصوصًا وللكلمات المبهمة في الخطابات العامة عمومًا.  تبيّن أن طلاب أفلاطون المقربين عادةَ ما يقرأون حواراته حرفيًا، أو أن أرسطو بحد ذاته لم يبدأ في الفصل الفيثاغوري،  وبالتالي فوّت التعابير المجازية التي انتبه القراء إلى وجودها في الحوارات لاحقًا. 

بلغ الاهتمام الحثيث بفلسفة أفلاطون ذروته في القرنين التاليين لوفاته في عام 347 قبل الميلاد، لكن لم يتبق سوى القليل من الأدلة على هذه الجهود اليقظة التي بذلها أتباعه الأوائل بغية تأويل حواراته (لا تدّعي هذه التأويلات أنها بديل عن آراء أفلاطون الخاصة بكل تأكيد). اهتمت الأجيال الأولى من «العقائديين» الذين خلفوا أفلاطون في أكاديميته بمبادئ أفلاطون وحججه وقضاياه عمومًا، لكنهم لم يولوا اهتمامًا للقراءات التفصيلية للنصوص الأفلاطونية. يبدو وكأنه لم تُكتب أي تعليقات حول حوارات أفلاطون في الأكاديمية الأفلاطونية حتى مجيء كرانتور (تُوفي في عام 290 قبل الميلاد تقريبًا).  خلف «الشكوكيون» الدوغماتيين، إذ أوّلوا الحوارات باعتبارها تأكيدًا على الجهل السقراطي.  يشير دوري إلى أن الفكرة المتمثلة في البدء بالتأويل الشامل لنصوص أفلاطون لم تكن قد ظهرت بعد:
لم يُطرح السؤال التأويلي [حول كيفية تفسير نصوص أفلاطون] بعد ... سيبدو أن المطلب المتمثل بأن التأويل ينبغي أن يكون مختلفًا عن التقييم لكلية النص واضحًا وعاديًا حتى. وعلى الرغم من ذلك، اعتُرف بهذا المطلب لأول مرة في علم فقه اللغة الحديث، إذ اعتُبر هذا المطلب مقبولًا لجيلين أو ثلاثة على أكثر تقدير...

## التحول المجازي: الفيثاغورية الجديدة
امتد الاهتمام بأفلاطون من أثينا وصولًا إلى الإسكندرية وغيرها من المدن الواقعة على البحر المتوسط، إذ شهد هذا الاهتمام تحولًا من المبادئ التي تبنتها الأكاديمية نحو القراءة المباشرة للحوارات بحد ذاتها. أصبح النهج المجازي في قراءة النصوص الأفلاطونية معيارًا متبعًا بدءًا من تلك الفترة فصاعدًا.   تزامن هذا التحول التاريخي مع عودة الاهتمام بالفيثاغورية في القرن الأول قبل الميلاد. شرع الفيثاغوريين الجدد مثل نومينيوس في الادعاء بأن المبادئ الفيثاغورية مُتضمنة في الحوارات الأفلاطونية بشكل رمزي.   أطلق نومينيوس على أحد أعماله عنوان حول الخلاف بين الأكاديميين وأفلاطون، بينما أطلق على عمل آخر عنوان المبادئ الأفلاطونية المحفوظة.   لخص تارانت وجهات نظر الفيثاغوريين الجدد، إذ صرح بأنهن يعتقدون:
... أن المبادئ الفيثاغورية مُتضمنة في أعمال أفلاطون، الذي كان مترددًا في الكشف عنها لسبب أو لآخر، وأنه يُمكن استخراج المبادئ الفيثاغورية الحقيقية من النصوص الأفلاطونية من خلال التأويل المستفيض ... يمكننا القول إن هناك أمورًا باطنيةً يجري الكشف عنها دومًا في النصوص الأفلاطونية، فهي تخفي تفاصيل مزعومة حول الميتافيزيقيا الفيثاغورية التي يفترض الفيثاغوريين –باعتبار الأمر على ارتباط وثيق بالإيمان- وجودها هناك. 
يُنظر إلى الأفلاطونية الوسطى أحيانًا على أنها بعيدة عن التأويل المجازي، لكن وجد استطلاع ديلون «استمراريةً نسبيةً» لدى الأفلاطونيين الجدد اللاحقين: «شهدت الفترة الأخيرة من الحقبة الأفلاطونية الوسطى –على أقل تقدير- تطورًا في التفسير، الأمر الذي مهد الطريق للتأويلات المجازية للأفلاطونيين الجدد إلى حد ما». تشير الأدلة إلى انتشار نسب المعاني الخفية لأفلاطون في أوساط الأفلاطونيين الأوسطين. على سبيل المثال، كان فلوطرخس (وُلد في عام 45 وتُوفي في عام 125 تقريبًا) كاهنًا للألغاز الإليزية وربما خليفةً أفلاطونيًا.

## هيمنة الأفلاطونية المجازية: الأفلاطونية الجديدة
أطلق المؤرخون الحديثون على أتباع أفلاطون في القرون الميلادية الأولى لقب «الأفلاطونيون الجدد». اتسم هؤلاء الافلاطونيون بكونهم أهم وأقوى المدافعين عن التأويلات المجازية لأفلاطون. تكلم أفلوطين –الذي يُعتبر مؤسس الأفلاطونية الجديدة- أكثر من مرة عن تضمن حوارات أفلاطون لـ«معاني خفية» (هايبونواي). يُعتبر القسم الخامس من المجموعة الثالثة في كتابه التاسوعات بمثابة تأويل مجازي مستفيض لمقاطع من النص الأفلاطوني الندوة.  